# Óbila Club de Basket
Il Óbila Club de Basket è una squadra di basket professionistico di Avila, nella regione di Castilla y León. Gioca le partite casalinghe nel Centro de Usos Múltiples Carlos Sastre, in Liga LEB Plata.

## Rosa 2011-2012
| N° | Naz.                   | Ruolo | Sportivo                  |  | Alt. |  |
| -- | ---------------------- | ----- | ------------------------- |  | ---- |  |
|    | Guinea (bandiera)      | AG    | Cheick Condé              |  | 202  |  |
| 5  | Spagna (bandiera)      | AP    | Adrián Casas Filip        |  | 196  |  |
| 6  | Stati Uniti (bandiera) | AG    | Matthew Scott Robertson   |  | 206  |  |
| 7  | Spagna (bandiera)      | AP    | David Guardia Ramos       |  | 200  |  |
| 10 | Spagna (bandiera)      | P     | Sergio Llorente           |  | 185  |  |
| 11 | Spagna (bandiera)      | G     | Luis María Parejo Camacho |  | 193  |  |
| 12 | Rep. Ceca (bandiera)   | AG    | Ondrej Kohout             |  | 204  |  |
| 13 | Spagna (bandiera)      | G     | Añaterve Cruz Espinosa    |  | 196  |  |
| 15 | Spagna (bandiera)      | C     | Chema González            |  | 206  |  |
| 16 | Spagna (bandiera)      | AG    | Adrián Laso González      |  | 203  |  |
|    | Senegal (bandiera)     | C     | Masine Fall               |  | 208  |  |

## Sponsor
- 2001-2004 il club fu chiamato Óbila Club de Basket.[1]
- 2004-2007 Carrefour e Centro Comercial El Bulevar, il club fu chiamato Carrefour "El Bulevar".[2][3] (2004-2006) e Carrefour "El Bulevar" de Ávila (2006-2007).[4]
- 2007-2009 Matchmind, Carrefour e Centro Comercial El Bulevar, il club fu chiamato Matchmind Carrefour "El Bulevar" de Ávila.[5][6]
- 2009-2011 Fontedoso, Carrefour e Centro Comercial El Bulevar, il club fu chiamato Fontedoso Carrefour "El Bulevar" de Ávila[7][8]
- 2012- Grupo Eulen, Carrefour e Centro Comercial El Bulevar, il club fu chiamato Grupo Eulen Carrefour "El Bulevar" de Ávila.[9]